# Gele kielnaaktslak
De gele kielnaaktslak (Tandonia sowerbyi) is een slakkensoort uit de familie van de Milacidae. De wetenschappelijke naam van de soort werd in 1823 voor het eerst geldig gepubliceerd door André Étienne d'Audebert de Férussac.

## Beschrijving
Het dier is uitgerekt tot ongeveer 7 cm lang. De lichaamskleur is beige tot bruin-okerkleurig met donkere vlekken, vooral op het rugschild. De kiel op de rug is vaak lichter, tot geel en minder tot niet gevlekt. Ook rondom de ademopening is de kleur vaak lichter, soms in de vorm van een ovale ring. De voetzool is grauw, lichtbruin tot grijswit. Het slijm van de voetzool is geelgrijs en vaak dik. Het lichaamsoppervlak heeft grillige, maar vrij hoefijzervormige lengtegroeven. Vanaf het schild tot aan de staartpunt loopt op de rug een duidelijke kiel. Ademopening gelegen aan de rechterzijde, achter het midden van het rugschild. De aragonieten schelpplaat (5 x 3 mm) in de mantel is schildachtig.

## Geografische verspreiding en leefgebied
Deze naaktslak is inheems in Europa, mogelijk oorspronkelijk alleen in Griekenland, waar hij heel gewoon is. Het is bekend dat de gele kielnaaktslak voorkomt in een aantal landen en eilanden, waaronder: Groot-Brittannië, Ierland, Italië, Portugal, Spanje, Nederland en andere gebieden. De soort is door menselijk handelen ook geïntroduceerd in Nieuw-Zeeland en Zuid-Amerika. Deze slak komt voor in tuinen en andere synantropische leefgebieden.
Deze soort is nog niet ingeburgerd in de Verenigde Staten, maar wordt beschouwd als een potentieel ernstige bedreiging als plaag, een invasieve soort die een negatieve invloed kan hebben op de landbouw, natuurlijke ecosystemen, de menselijke gezondheid of handel. Daarom is gesuggereerd om deze soort in de VS de hoogste nationale quarantainebetekenis te geven.